# Frikandel

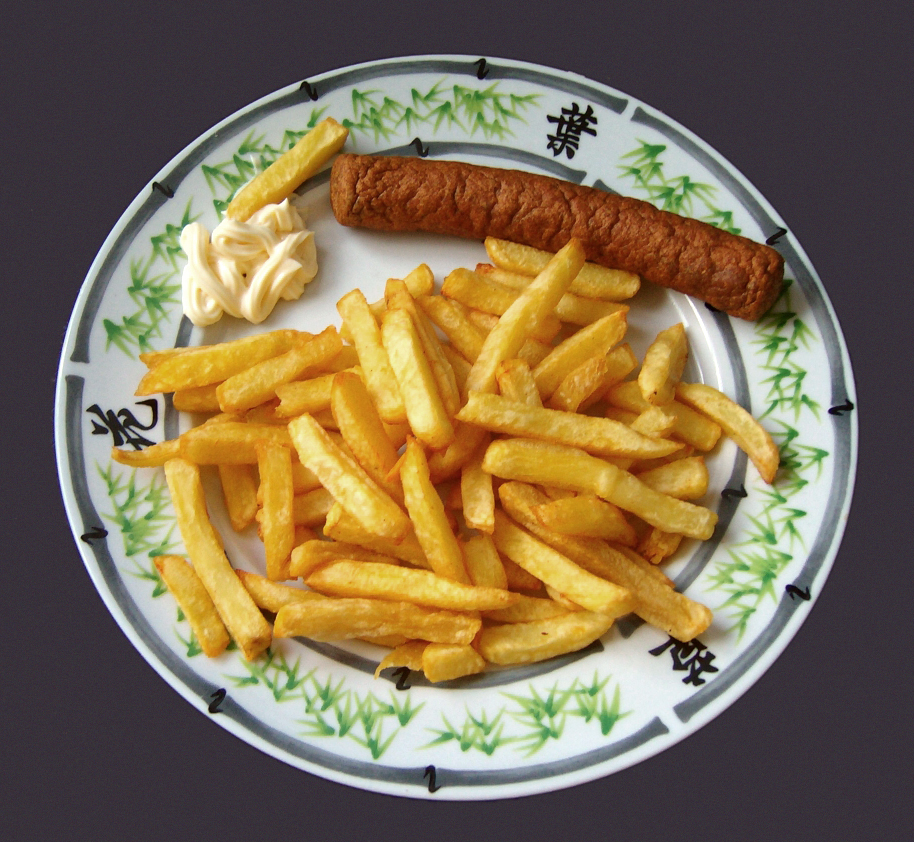
Frikandel mit Pommes frites

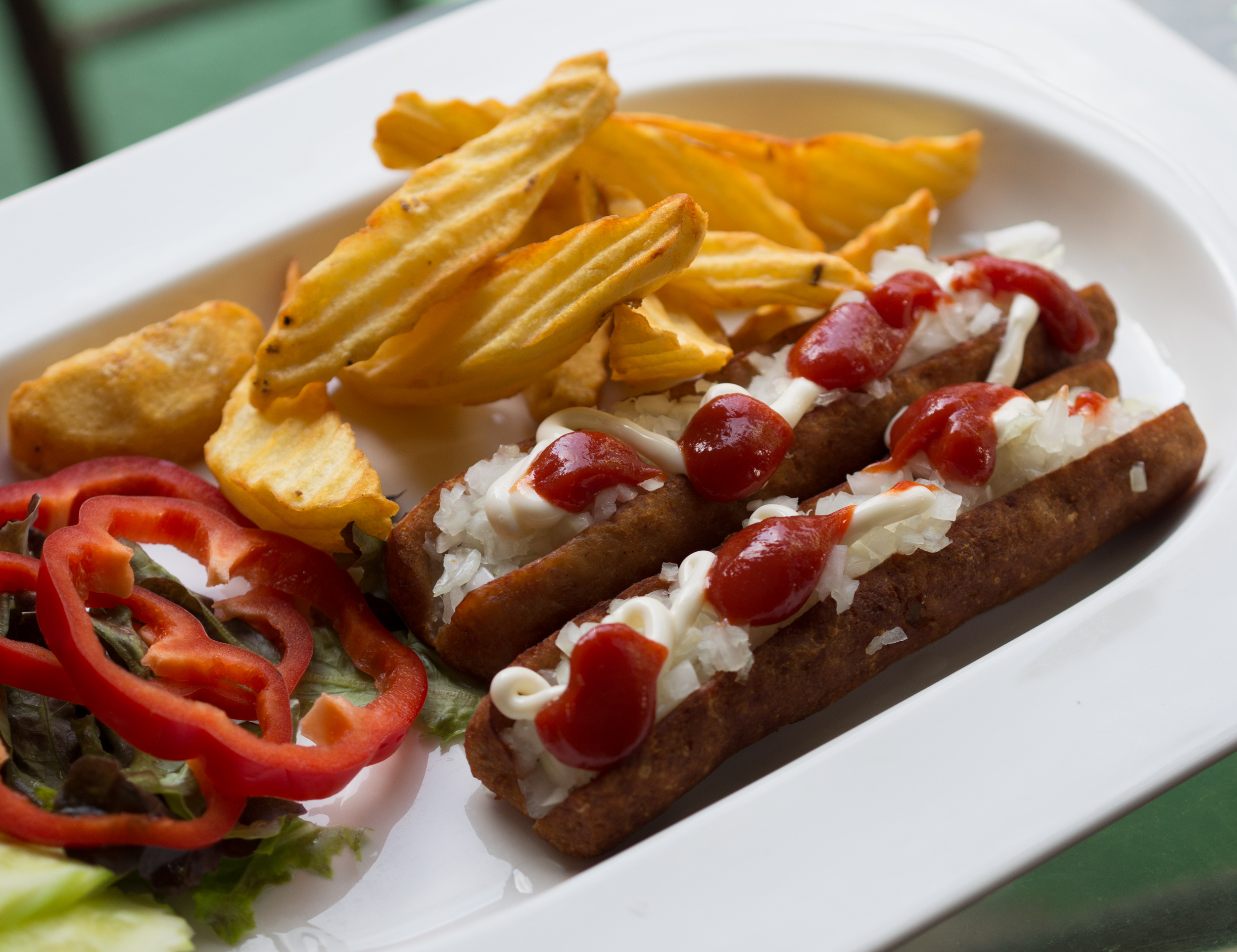
Die Variante Speciaal mit Pommes frites

Frikandellen (anhörenⓘ), in Deutschland auch Bratrollen, Fleischrollen oder holländische Frikadellen genannt, sind eine niederländische, belgische und nordfranzösische frittierte Fleischware aus Hackfleisch, die vor allem als Fastfood angeboten wird.
In Größe und Form erinnern sie an Bratwürste, werden aber ohne Darm in eine gerade Form gepresst.

## Herstellung
Frikandellen bestehen aus etwa 60 bis 70 % (je nach Anbieter) fein gehacktem Schweine-, Rind- oder Geflügelfleisch (zumeist als Separatorenfleisch), häufig gemischt, das mit Weizen- oder Sojamehl gebunden wird. In den Niederlanden sind auch Anteile von circa 5 % Pferdefleisch möglich; in den Export-Frikandellen, die es in Deutschland zu kaufen gibt, fehlt diese Zutat jedoch. In Deutschland hergestellte Frikandellen bestehen vielfach aus reinem Hühnerfleisch, es finden sich aber auch Waren mit Rindfleischanteil im Handel. Weitere Zutaten sind Gewürze, Brühe, Geschmacksverstärker und Konservierungsstoffe. Der Teig wird zu Rollen geformt, gebrüht und tiefgefroren.
Die meistens industriell hergestellten Frikandellen werden vor allem in Snackbars, den niederländischen Imbisslokalen, sowie als Tiefkühlware in Supermärkten angeboten. Zur Zubereitung werden sie frittiert und nach Wunsch mit verschiedenen Saucen und Beilagen wie Pommes frites serviert. Beliebt ist die Variante Frikandel Speciaal, bei der die Frikandel längs aufgeschnitten und mit Curryketchup oder Tomatenketchup, Frietsaus (niederländische Low-fat-Mayonnaise mit einem Fettanteil von nur etwa 25 bis 35 %) oder Mayonnaise und fein gehackten, rohen Zwiebeln gefüllt wird.

## Namensgebung
Die Namen Frikandel und Frikadelle haben den gleichen Ursprung: Sie sind aus dem italienischen fritatella für „Gebratenes“ entlehnt, bezeichnen aber nicht das Gleiche. Frikadellen heißen im Niederländischen gehaktbal. In den Niederlanden war die Schreibung lange Zeit nicht fest definiert. Es wird vermutet, dass der Begriff aus dem Deutschen übernommen und irgendwann der typischen niederländischen Sprechweise angepasst wurde. Erst 2005 wurde das Wort Frikandel in die offizielle niederländische Rechtschreibung aufgenommen. Im Gegensatz zu einem unter Deutschen weit verbreiteten Irrtum wird das Wort in der Originalaussprache nicht auf der mittleren Silbe betont, sondern auf der letzten.

## Varianten
Mit der Frikandel vergleichbar, aber anders gewürzt, ist die Berliner Currywurst ohne Darm. Weitere Verwandte sind die bayerische Wollwurst sowie die Schwäbische Oberländer (ugs. „Naggade“ = Nackte).